# Елмар Прокопе
Елмар Фьодорович Прокопе (на руски: Яльмар Феодорович Прокопе; на финладски: Hjalmar Fredrik Nikolaus Procopé) е руски офицер, полковник, участник в Руско-турската война (1877 – 1878).

## Биография
Елмар Прокопе е роден на 11 август 1842 г. в Molnby gård, край Порвоо във Финландия. Отдава се на военната кариера. При започването на Руско-турската война през 1877 – 1878 г. достига чин полковник. Зачислен е в състава на Лейб-гвардейски Финландски полк като командир на 1-ви батальон. Полкът му, като част от императорската гвардия, е определен да атакува двата редута край с. Горни Дъбник с цел прекъсване доставките на оръжия, амуниции и храни за армията на Осман паша по пътя Плевен – София.

## Участие във войната
Предвидено е на 12/24 октомври 1877 г. Лейб-гвардейски Финландски полк да атакува Големия редут при с. Горни Дъбник от посока югозапад. Мястото се оказва голо, без растителност и без надеждни прикрития, поради което при настъплението са убити и ранени много войници и офицери. След битката е наречено „поляната на смъртта“. Тук, в разгара на боя около 11 часа, се събират ротите на 1-ви и 4-ти батальон, както и 10-а, 11-а и 12-а рота от 3-ти батальон. Остават около 400 – 500 крачки открито пространство до редута. Елмар Прокопе, начело на своите роти на най-левия фланг, забелязва, че окопите пред Големия редут са опразнени от турски войници. Считайки за нужно да ги завладее и така да подсигури фланга си, той начело на няколко храбреци се впуска напред. Делото е успешно, но наблизо се намират други окопи заети от врага. В този момент, събирайки около себи си около 100 – 120 души, заедно с поручик Пихачев и подпоручик Пашковски се хвърлят в нова атака. Едва подали се и викнали „Ура“, са посрещнати от град от куршуми. Почти 2/3 от войниците му са убити или ранени. Самият Прокопе е тежко ранен два пъти, а подпоручик Пашковски е с раздробена ръка. Единствено поручик Пихачев с около 30 храбреци заляга в покрайнините на редута.

## Гроб
По време на битката тежко раненият полковник Прокопе е изнесен от бойното поле и пренесен в лазарета на полка. От там е транспортиран до военновременната болница в гр. Свищов където умира от раните си на 28 октомври 1877 г. Погребан е след три дни на 31 октомври до олтара на църквата „Света Троица“.

## Паметници
Паметта на полковник Прокопе е почетена с три паметника:
- Надгробен паметник в двора на църква „Света Троица“ в гр. Свищов.

- Паметник над братска могила в парк-музей „В. Н. Лавров“ край с. Горни Дъбник на офицерите: генерал Василий Николаевич Лавров, полковници Елмар Феодорович Прокопе, Николай Ожаровски, поручик Николай Николаевич Пороженко, подпоручици Сергей Михайлович Воробеев и Александър Феодорович Гагман, 17 унтер офицери (подофицери), 1 музикант и 80 нисши чина от Лейб-гвардейски Финландски полк.
- Каменен обелиск в парк-музей „В. Н. Лавров“ край с. Горни Дъбник до централната алея.

## Галерия
- Надгробен паметник на Прокопе
- Двор на църква „Света Троица“ в Свищов
- Каменен обелиск на полковник Прокопе в парк „Лавров“
- Каменен обелиск
- Детайл от парк „Лавров“
- Паметник братска могила на Финландски полк
- Надпис върху паметника

## Семейство
- баща Abdon Fredrik Procopé,
- майка Agnes Jacquette Lybecke,
- брат Berndt Fredrik Georg Procopé,
- брат Albert Procopé,
- сестра Hildegard Agnes Sofia Christina Procopé,
- брат Adolf Procopé,
- брат Bernt Niklas Procopé. [1]